# Hober Mallow
Hober Mallow este un personaj fictiv din seria Fundației de Isaac Asimov. El este eroul principal din „Marii Neguțători”, ultima povestire a nuvelei Fundația.

## Biografie fictivă
În Fundația, Mallow este Neguțător-șef și căpitan al navei Far Star. La origine de pe Smyrno, unul din Cele Patru Regate care se învecinează cu Terminus, Mallow este un negustor independent și considerat unul dintre cei mai buni din meseria sa. El este trimis pe Korell cu misiunea de a afla ce s-a întâmplat cu cele trei nave ale Fundației pierdute în acest sector, precum și de a investiga posibilitatea ca lumea Korell să fi dezvoltat energia nucleară.
Mallow evită o capcană (un membru al poliției secrete Korelliene deghizat în preot al Fundației) întinsă de Commdorul Korellului, și încheie o înțelegere comercială profitabilă între Korell și Fundație. Când se întoarce pe Terminus, el este acuzat de trădare deoarece a promis Commdorului că preoții Fundației nu vor călca pe Korell și pentru că a permis ca unul din aceștia să fie ucis. El se apără cu succes la proces, dezvăluind că „misionarul” Jord Parma era membru al poliției secrete Korelliene. Profitând de publicitatea pe care și-a făcut-o la proces, el câștigă alegerile pentru funcția de Primar, devenind conducătorul Terminusului.
Ca Primar, Mallow ajută Fundația să treacă cu bine prin cea de-a treia Criză Seldon. De această dată, criza implică un război iminent cu lumea Korell și rămășițele Imperiului Galactic care o susțin. Soluția lui Mallow, reminiscență a ideilor lui Salvor Hardin cu mulți ani înainte, este să facă economia Korelliană dependentă de mărfurile Fundației. Războiul se termină trei ani mai târziu ca unul „care a fost cu siguranță cel mai pașnic din câte avem cunoștință”, după cum se precizează în Encyclopedia Galactica, iar Mallow transferă puterea și influența Fundației de la conducerea religioasă la cea predominant economică, transformând Terminus într-o a plutocrație de succes.
Se sugerează că Mallow este puțin un caracter playboy: în nuvelă nu e menționată nicio soție, dar el a avut un număr de amante de-a lungul vieții, fără să fie pomenite numele vreuneia din ele. Mallow este tatăl a cel puțin unui fiu ilegitim, Sennett Forell, care a fost implicat în războiul împotriva lui Bel Riose. Bayta Darell din Fundația și Imperiul și nepoata ei Arkady Darell din A doua Fundație sunt de asemenea descendentele lui.

## Moștenirea fictivă
În secolele următoare, Mallow este rememorat ca primul dintre Marii Neguțători și ca un erou legendar al Terminusului. Un crucișător al Fundației care îi purta numele este distrus de către flota Kalganului la începutul războiului cu Lordul Stettin din A doua Fundație, iar lui Golan Trevize i se pune la dispoziție o navă numită Far Star la începutul nuvelei Marginea Fundației.

## Citate memorabile
Mallow ca primar, discutând strategii, citează din Salvor Hardin: „Niciodată să nu lași ca propriul simț moral să te împiedice să faci ceea ce trebuie”.